# Мира Баи
Мира Баи, также встречается написание Мира Бай, Мирабай, Мирабаи  (хинди मीरा बाई; 1498[…] или 1504, Мерта, Раджастхан или Kudki — 1546[…], 1547 или 1552, Дварка, Гуджарат) — индийская святая и поэтесса, виднейшая представительница кришнаитской поэзии в литературе хинди. Ей приписываются стихи на брадже, раджастхани и гуджаратском языках. Основная тема творчества Мирабай — описание её доходящей до самозабвения любви к Богу.

## Биография

### Детство и отрочество
Известно, что она родилась в деревне Куркхи в Марваре (Раджпутна) около 1498 года. Её отец — Ратхана Сингха Рантхора, основатель Джодхпура, был глубоко религиозным кришнаитом, с детства прививавшим дочке любовь к божеству. Мать умерла, когда девочке было 4 или 5 лет.
Атмосфера религиозности, в которой росла Мирабай, повлияла на ум ребёнка: ещё в раннем детстве она увидела пышную свадебную процессию и спросила у своей матери: «Кто будет моим женихом?», на что та ответила: «У тебя уже есть жених — Шри Кришна».
Мире было лишь четыре года, но она серьезно отнеслась к словам матери, и с тех пор Шри Кришна наполнил её жизнь. Она так полюбила образ Кришны и фигурку, изображавшую его, что проводила много времени, купая и одевая её. Она поклонялась образу, спала с ним и танцевала вокруг него в экстазе. Она воспевала песни перед ним и разговаривала с ним.
Мира Баи была рано выдана замуж за старшего сына из влиятельной ныне династии Гухилотов — принца Бходжа Раджа (англ. Bhoj Raj). Благодаря влиянию новой семьи, Мирабай получила новый, более высокий социальный статус. Однако это не сделало её счастливее: Мирабай не интересовала помпезность дворца и муж, она была предана лишь Кришне. При этом своему супругу она не дерзила, исполняла все свои обязанности, как жена.
Большинство легенд о Мирабай упоминают о её бесстрашном пренебрежении к социальным и семейным условностям, о её преданности Кришне, её обращении с Кришной, как с мужем и преследовании со стороны родственников за её религиозную преданность. Она была предметом многочисленных народных сказок и агиографических легенд, которые противоречивы или сильно отличаются по деталям.